# Wiera Poczitajewa
Wiera Poczitajewa (ros. Вера Почитаева; ur. 29 sierpnia 1974 w Lipiecku) – rosyjska wioślarka.

## Osiągnięcia
- Mistrzostwa Świata Juniorów – Montreal 1992 – dwójka bez sternika – 3. miejsce[1].
- Mistrzostwa Świata – Indianapolis 1994 – ósemka – 9. miejsce[1].
- Mistrzostwa Świata – Tampere 1995 – dwójka bez sternika – 7. miejsce[1].
- Mistrzostwa Świata – Tampere 1995 – ósemka – 9. miejsce[1].
- Igrzyska Olimpijskie – Atlanta 1996 – dwójka bez sternika – 6. miejsce[1].
- Mistrzostwa Świata – Aiguebelette 1997 – dwójka bez sternika – 3. miejsce[1].
- Mistrzostwa Świata – Kolonia 1998 – dwójka bez sternika – 5. miejsce[1].
- Mistrzostwa Świata – St. Catharines 1999 – dwójka bez sternika – 4. miejsce[1].
- Igrzyska Olimpijskie – Sydney 2000 – dwójka bez sternika – 7. miejsce[1].
- Mistrzostwa Świata – Lucerna 2001 – czwórka bez sternika – 9. miejsce[1].
- Mistrzostwa Świata – Sewilla 2002 – dwójka bez sternika – 7. miejsce[1].
- Mistrzostwa Świata – Banyoles 2004 – czwórka bez sternika – 2. miejsce[1].
- Mistrzostwa Świata – Gifu 2005 – dwójka bez sternika – 3. miejsce[1].
- Mistrzostwa Świata – Eton 2006 – ósemka – 9. miejsce[1].
- Mistrzostwa Świata – Monachium 2007 – dwójka bez sternika – 11. miejsce[1].
- Mistrzostwa Europy – Poznań 2007 – dwójka bez sternika – 2. miejsce[1].
- Mistrzostwa Europy – Ateny 2008 – dwójka bez sternika – 2. miejsce[1].